# Heyrovskýit
Heyrovskýit (IMA-Symbol Hyv) ist ein selten vorkommendes Mineral aus der Mineralklasse der „Sulfide und Sulfosalze“ mit der chemischen Zusammensetzung Pb6Bi2S9, besteht also aus Blei, Bismut und Schwefel im Verhältnis 6 : 2 : 9 und gehört strukturell zu den Sulfosalzen.
Heyrovskýit kristallisiert im orthorhombischen Kristallsystem, ist in jeder Form undurchsichtig (opak) und entwickelt meist nadelige bis prismatische Kristalle von bis zu 20 mm Länge, die in Richtung der c-Achse gestreckt und in Richtung der x-Achse abgeflacht sind. Frische Heyrovskýit-Proben sind von zinnweißer Farbe und zeigen einen metallischen Glanz, hinterlassen auf der Strichtafel jedoch einen grauschwarzen Strich. An der Luft laufen die Mineraloberflächen mit der Zeit schwarz an.

## Etymologie und Geschichte

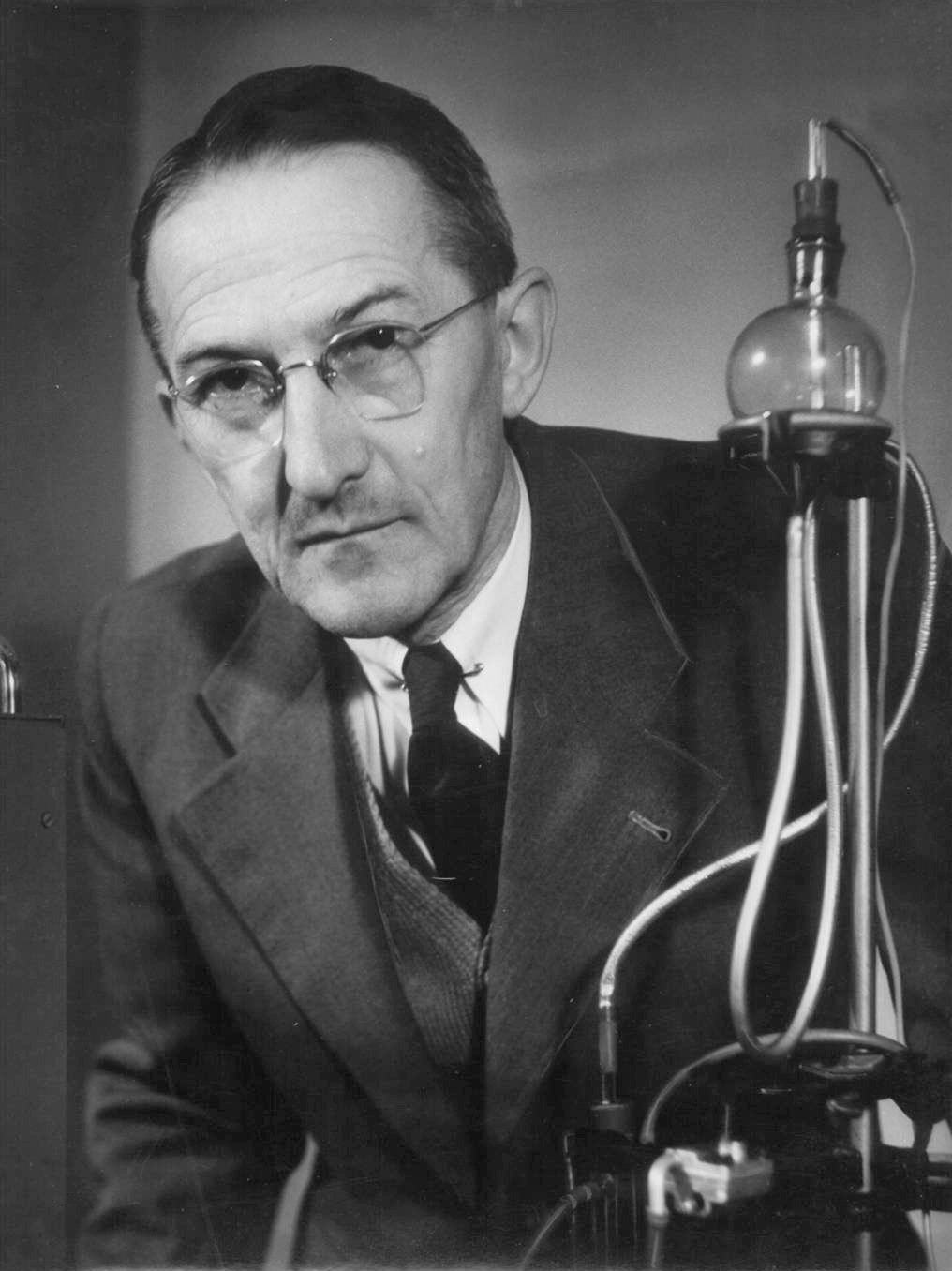
Jaroslav Heyrovský

Erstmals entdeckt wurde Heyrovskýit bei Hůrky in der Gemeinde Čistá u Rakovníka im tschechischen Okres Rakovník (Bezirk Rakonitz) und beschrieben 1971 durch Josef Klomínský, M. Rieder, C. Kieft und L. Mráz, die das Mineral nach dem tschechischen Physikochemiker und Nobelpreisträger Jaroslav Heyrovský (1890–1967) benannten.
In älteren Publikationen ist der Mineralname teilweise in der Schreibweise Heyrovskyit bzw. Heyrowskyit (ohne Akut über dem y) bzw. mit w statt mit v zu finden, was allerdings nicht den Vorgaben zur Mineralbenennung der IMA entspricht, nach der beispielsweise bei Mineralen, die nach einer Person benannt wurden, darauf geachtet werden muss, dass die Schreibweise des Namens übernommen wird (Ausnahmen sind lediglich Leerzeichen und Großbuchstaben, die beim Mineralnamen beseitigt werden). Die bei vielen Mineralen uneinheitliche Schreibweise ihrer Namen wurde mit der 2008 erfolgten Publikation „Tidying up Mineral Names: an IMA-CNMNC Scheme for Suffixes, Hyphens and Diacritical marks“ bereinigt und der Heyrovskýit wird seitdem international in der Schreibweise mit dem zugehörigen Akut geführt.
Das Typmaterial des Minerals wird in der Sammlung der Karls-Universität Prag (Katalog-Nr. 14265) aufbewahrt.

## Klassifikation
In der veralteten 8. Auflage der Mineralsystematik nach Strunz ist der Heyrovskýit noch nicht verzeichnet. Im Lapis-Mineralienverzeichnis nach Stefan Weiß, das sich aus Rücksicht auf private Sammler und institutionelle Sammlungen noch nach dieser alten Form der Systematik von Karl Hugo Strunz richtet, erhielt das Mineral die System- und Mineral-Nr. II/E.29-20. In der „Lapis-Systematik“ entspricht dies der Klasse der „Sulfide und Sulfosalze“ und dort der Abteilung „Sulfosalze (S : As,Sb,Bi = x)“, wo Heyrovskýit zusammen mit Aschamalmit die unbenannte Gruppe II/E.29 bildet (Stand 2018).
Die von der International Mineralogical Association (IMA) zuletzt 2009 aktualisierte 9. Auflage der Strunz’schen Mineralsystematik ordnet den Heyrovskýit in die Abteilung der „Sulfosalze mit PbS als Vorbild“ ein. Diese ist weiter unterteilt nach der Kristallstruktur, so dass das Mineral entsprechend seinem Aufbau in der Unterabteilung „Galenit-Derivate mit Blei (Pb)“ zu finden ist, wo es zusammen mit Aschamalmit und Eskimoit die unbenannte Gruppe 2.JB.40b bildet.
Auch die vorwiegend im englischen Sprachraum gebräuchliche Systematik der Minerale nach Dana ordnet den Heyrovskýit in die Klasse der „Sulfide und Sulfosalze“ und dort in die Abteilung der „Sulfosalze“ ein. Hier ist er zusammen mit Mozgovait in der unbenannten Gruppe 03.03.03 innerhalb der Unterabteilung „Sulfosalze mit dem Verhältnis 3 < z/y < 4 und der Zusammensetzung (A+)i(A2+)j[ByCz], A = Metalle, B = Halbmetalle, C = Nichtmetalle“ zu finden.

## Kristallstruktur
Heyrovskýit kristallisiert orthorhombisch in der Raumgruppe Bbmm (Raumgruppen-Nr. 63, Stellung 5) mit den Gitterparametern a = 13,6 Å; b = 30,48 Å und c = 4,11 Å sowie 4 Formeleinheiten pro Elementarzelle.

## Bildung und Fundorte
Heyrovskýit bildet sich in Quarz-Gängen, wo er meist vergesellschaftet mit Albit, Arsenopyrit, gediegen Bismut, Bursait, Chalkopyrit, Covellin, Cosalit, Galenit, Galenobismutit, Molybdänit, Pyrit, Sphalerit, Siderit, Mikroklin auftritt.
Als seltene Mineralbildung ist Heyrovskýit nur an wenigen Fundorten nachgewiesen worden, wobei weltweit bisher rund 60 Fundorte dokumentiert sind (Stand 2022). Seine Typlokalität Hůrky ist dabei der bisher einzige bekannte Fundort in Tschechien.
In Deutschland fand man das Mineral bisher nur in der Grube Clara bei Oberwolfach in Baden-Württemberg, den Gruben Storch & Schöneberg bei Gosenbach und Neue Hoffnung im Bensberger Erzrevier in Nordrhein-Westfalen sowie bei Dietersdorf im Südharz in Sachsen-Anhalt.
In Österreich wurde Heyrovskýit bisher vor allem in den Hohen Tauern, genauer in der Scheelit-Lagerstätte im Felbertal, im Gebiet Siglitz-Bockhart im Gasteinertal und an einigen Stellen im Habachtal und Rauris in Salzburg sowie in der Grube Milleiten im Zirknitztal in der Goldberggruppe in Kärnten gefunden.
In der Schweiz konnte Heyrovskýit in Gesteinsproben, die bei Straßenbauarbeiten des Furkapasses nahe dem dortigen Hotel Belvédère und beim Bau des Mittalgraben-Tunnels zwischen Goppenstein und Hohtenn anfielen, nachgewiesen werden.
Weitere Fundorte liegen unter anderem in Australien, China, Frankreich, Griechenland, Italien, Japan, Kanada, Mexiko, Papua New Guinea, Rumänien, Russland, der Slowakei, Spanien, im Vereinigten Königreich (UK) und den Vereinigten Staaten von Amerika (USA).